# Lascurain Aura
El Lascurain Aura fue un prototipo de aeronave regional diseñado y construido por el ingeniero mexicano Ángel Lascurain y fue la aeronave más grande diseñada y construida en México.

## Desarrollo
Lascurain quería fabricar una aeronave pensada para las líneas aéreas regionales de algunas partes de México que requerían conectar poblaciones en zonas geográficas muy accidentadas que no tenían acceso a otro tipo de transporte más que el aéreo y lo accidentado del terreno propiciaba que las pistas de aterrizaje fueran muy cortas para las aeronaves americanas y europeas de aquellos tiempos.
Lascurain determinó que las aerolíneas regionales requerían un avión bimotor con tren de aterrizaje fijo que fuera accesible (ya que los aviones extranjeros costaban más de un millón de pesos y las aerolíneas no podrían pagar por ellos), capaz de aterrizar a baja velocidad en pistas cortas y tener un gran régimen de ascenso para superar las zonas montañosas.
En 1955 Ángel Lascurain se dirigió con el arquitecto Juan Cortina Portilla, comenzando el diseño de la aeronave basada en el aura, un ave por la que Lascurain sentía fascinación.

## Diseño
La aeronave era un monoplano bimotor de ala media con fuselaje monocasco construido en duraluminio que era capaz de albergar 12 personas en 2 filas de 6 asientos además de un vestíbulo para baño, con opción a 14 asientos sin dicho vestíbulo, todo esto sin contar a los dos pilotos. El fuselaje era parte de las alas a través de vigas que se extendían hasta los extremos de las mismas, esto con el fin de proteger a los pasajeros y a los pilotos en caso de accidente. Cada ala tenía entre el motor y el fuselaje 2 compartimientos para equipaje de 0.65 m3 cada uno, el avión contaba con 2 tanques de combustible de 200 litros cada uno que alimentaban a los motores Jacobs R-755 mediante gravedad y bombas además de 2 tanques auxiliares ubicados en los extremos de las alas de 50 litros cada uno.
El Lascuraín Aura contaba con un tren de aterrizaje tipo triciclo con amortiguadores oleoneumáticos y ruedas de baja presión, para facilitar la operación en campos no pavimentados y mantener sencillo el sistema. El diseño de la aeronave fue probado con resultados satisfactorios en el túnel de viento de la Universidad de Nueva York, obteniéndose un excelente coeficiente de planeo de 1:14.8. La aeronave generó un gran interés por compañías en Campeche y Guatemala que hicieron saber sus intenciones de ordenar varios aviones Aura haciendo factible la posibilidad de iniciar la producción en serie.

## Accidente
- El 24 de diciembre de 1957, durante un vuelo de rutina del avión Lascurain Aura con matrícula XB-ZEU en el Aeropuerto de la Ciudad de México sin razón aparente se detuvieron ambos motores del aparato por lo que el piloto intentó aterrizar de emergencia en al aeropuerto planeando hasta la pista 13 (aprovechando la gran capacidad de planeo del aparato), sin embargo no alcanzaron a llegar a la pista, chocando en un bordo de tierra unos metros antes de la cabecera de la misma en donde la llanta delantera y posteriormente se destruyó el avión matando al piloto Carlos Castillo Segura y a Ángel Lascurain.[6][1][3] El día del accidente las condiciones climáticas favorecieron la acumulación de agua en los tanques de combustibles y por confusiones, tanto los mecánicos como los pilotos de prueba olvidaron purgar los motores, por lo que el agua en el combustible fue quizás la causa más probable del paro de motor que causó el accidente del Aura.[5]

## Especificaciones
Información de planos
Características generales
- Tripulación: 2
- Capacidad: 12 o 14 pasajeros
- Longitud: 12.22 m (63 ft 0.7 in)
- Envergadura: 20.8 m (68 ft 2.9 in)
- Altura: 4.51 m (14 ft 9.5 in)
- Altura de la cabina: 1.60 m (5 ft 3 in)
- Peso vacío (sin fluidos): 2000 kg (4409 lb)
- Peso máximo: 3700 kg (8,157 lb)
- Capacidad de combustible: 500 l (132 USG) contando los tanques de reserva
- Carga útil: 1200 kg (2,645 lb)
- Planta motriz: 2 × Jacobs R-755-A1, 183 kW (245 hp) c/u

Rendimiento
- Velocidad máxima: 223 km/h (139 mph, 120 kt)
- Velocidad crucero: 200 km/h (124 mph, 107 kt) al 75% de potencia
- Velocidad económica: 165 km/h (102 mph, 89 kt)
- Velocidad de aterrizaje: 56 km/h (35 mph, 30 kt)
- Rango aproximado: 800 km (497 mi, 431 nmi)
- Techo de vuelo: 8200 m (26,900 ft)
- Altitud crucero: 7300 m (23,950 ft)
- Régimen de ascenso: 5.25 m/s (1033 ft/min)